# Алі II (емір Криту)
Алі II ібн Ахмад (араб. علي بن أحمد; д/н — бл. 949) — 9-й володар Критського емірату в 943—949 роках.

## Життєпис
Син еміра Ахмада I. Посів трон 943 року після свого брата Шу'яба II. Про його панування відомості доволі обмежені. Напевне посилив напади на візантійське узбережжя.
Вважається, що саме в його панування візантійці на чолі з Костянтином Гонсалою здійснили потужний напад на Крит. Втім араби скористалися браком військового хисту в Гонсали, завдавши поразки візантійцям. Помер Алі II того ж року. Йому спадкував небіж Абд аль-Азіз.